# 白加恩
白加恩 MLA（？—），加拿大政治人物，2017年起以卑詩新民主黨黨員身份擔任卑詩省議會素里僑福選區議員，2024年起晉身內閣，現為該省公共安全及法務廳長。

## 生平
白加恩生於安大略省，曾效力皇家加拿大騎警38年，最後八年於卑詩省素里執勤，並晉升至督察。他曾於2015年聯邦大選代表加拿大新民主黨競逐國會下議院費列活—加利士港選區議席但告落敗。
2017年卑詩省大選，他代表卑詩新民主黨競逐新設的素里僑福選區省議會議席，擊敗同樣曾任皇家騎警督察的自由黨候選人維克首度當選省議員，並在該屆省議會中出任執政黨黨團黨鞭。他在2020年省選中連任該區省議員。
2024年10月省選素里僑福選區選情緊湊，白加恩一度以103票之差落後保守黨候選人蘭達瓦（Honveer Singh Randhawa）。卑詩選舉事務處點算郵寄和缺席選票後於同月28日公布更新結果，白加恩以27票之差超越蘭達瓦；兩人分距其後修改為21票。兩者得票之差少於素里僑福選區在該屆省選總投票人數的五百分之一，因此依法需進行重點。結果於同年11月8日公布，白加恩以22票之差險勝蘭達瓦，新民主黨亦險保多數政府地位。
白加恩於2024年11月18日獲省長尹大衛委派入閣，出任公共安全及法務廳長。
他與妻子瓦爾（Val Begg）育有兩名子女。